# Philipp Kutter
Philipp Kutter (Altstätten, 31 agosto 1975) è un politico svizzero dell'Alleanza del Centro (AdC) e precedentemente del Partito Popolare Democratico (PPD). Dal 2018 è membro del Consiglio nazionale per il Canton Zurigo.

## Biografia
Ha svolto diversi incarichi politici nel comune di Wädenswil, prima servendo in consiglio comunale dal 2002 al 2006, poi con un ruolo nell'esecutivo da 2006 al 2010, e infine come sindaco a partire dal 2010. Dal 2007 al 2018 fu membro del Gran Consiglio del Canton Zurigo.
Candidatosi con il PPD per un seggio in Consiglio nazionale per il Canton Zurigo alle elezioni federali del 2015, risultò il primo dei non eletti della sua lista con 25 152 preferenze. Entrò comunque in Consiglio nazionale a giugno 2018 a seguito delle dimissioni della collega di partito Barbara Schmid-Federer. Alle elezioni federali del 2019 venne confermato con 29 107 preferenze, risultando il trentaquattresimo candidato più votato del cantone. Anche alle elezioni federali del 2023 venne rieletto risultando il ventinovesimo più votato con 62 270 preferenze.
Fa parte del consiglio direttivo cantonale zurighese dell'Alleanza del Centro.